# Puente Woodrow Wilson (Misisipi)
El Puente Woodrow Wilson (en inglés: Woodrow Wilson Bridge) se localiza en la ciudad de Jackson, en el estado de Misisipi, al sur de los Estados Unidos. Se trata de un puente de hormigón con un arco sobre el río de las Perlas (Pearl River). Fue construido en el año 1925. Fue señalado como un hito de Misisipi en 1987 y figura en el Registro Nacional de Lugares Históricos de Estados Unidos desde 1988.